# Gautam Bambawale
Gautam Bambawale es un diplomático de carrera indio.
- Gautam Bambawale es hijo de Usha Bambawale (* 1938 en 2015 vivo) una activista social en Pune hasta fue confinada a la cama debido a múltiples razones médicas y Hemant Bambawale (*1928 en 2015 vivo) médico de familia retirado.
- En 1984 ingresó al Indian Foreign Service.
- De 1985 a 1991 aprendó chino mandarín y fue empleado en Hong Kong y Pekín.
- En 1992 responsable para China en el Ministerio de Asuntos Exteriores (India).
- después fue director de la División de las Américas del Ministerio.
- De 1993 a 1994 fue responsable de las relaciones con los EE. UU. y Canadá.
- De 1994 a 1998 fue director del Centro Cultural de la India en Berlín.[1]
- 1999 a 2000 fue embajador adjunto en Bejín.
- De marzo de 2001 a junio de 2002 fue Staff Officer del Ministerio de Asuntos Exteriores (India)[2]
- Bambawale luego se unió a la Oficina del primer ministro como Jefe Adjunto de la División de Asuntos de Seguridad Nacional, Defensa y Política Internacional.
- De julio de 2004 a septiembre de 2007 fue Ministro de embajada en Washington D. C..
- De septiembre de 2007 a diciembre de 2009 tenía Exequartur el primer Cónsul General en Guangzhou.
- de diciembre de 2009 a julio de 2014 fue Secretario Adjunto para Asia Oriental en el Ministerio de Asuntos Exteriores.
- El 01 de abril de 2014 fue designado embajador en Timbu (Bután), donde quédo del 05 de agosto de 2014 al 12 de enero de 2016 acreditado.[3]
- El 24 de septiembre de 2015 fue designado Alto Comisionado en Islamabad.[4]